# الغضب (رواية سلمان رشدي)
الغضب (بالإنجليزية: Fury)‏ هي رواية للكاتب البريطاني سلمان رشدي، نشرت عام 2001، عن دار نشر جوناثان كيب.

## القصة
وهي الرواية السابعة لسلمان رشدي وفيها يتنبأ بمدينة نيويورك كمركز للعولمة وكل تصدعاتها المأساوية.
مالك سولانكا وهو مليونير من مومباي تعلم في كامبردج، يبحث عن الهرب من نفسه. في البداية يهرب من حياته الأكاديمية بالانغماس في عالم من المنمنمات والمجسمات الصغيرة، وفي النهاية يصنع دمية يسميها «العقل الصغير» ويترك الأكاديمية للعمل في التلفاز.
لكن عدم رضاه بالشعبية المتزايدة للدمية «العقل الصغير» يؤدي إلى إيقاظ الشرور الدفينة داخل حياة سولانكا، ويقوده إلى محاولة قتل زوجته وطفله. للهروب أبعد يقوم سولانكا بالسفر إلى نيويورك آملاً أن يفقد نفسه وشروره في أمريكا، ويجد أنه مجبر على مواجهة نفسه.